# گابور سارواش
گابور سارواش (مجاری: Gábor Szarvas; ۱۸ نوامبر ۱۹۴۳ – ۳ ژانویهٔ ۱۹۹۲) وزنه‌بردار اهل مجارستان بود.
وی در مسابقات کشوری و بین‌المللی در مجموع برندهٔ ۱ مدال نقره، ۱ مدال برنز شده‌است.